# Hyphessobrycon bifasciatus
Hyphessobrycon bifasciatus és una espècie de peix de la família dels caràcids i de l'ordre dels caraciformes.

## Morfologia
- Els mascles poden assolir 4,7 cm de llargària total.[1]

## Hàbitat
Viu a àrees de clima tropical entre 20 °C - 25 °C de temperatura.

## Distribució geogràfica
Es troba a Sud-amèrica: conques fluvials costaneres entre Espírito Santo i Rio Grande do Sul (Brasil) i conca del riu Paranà.